# Robert Menih
Robert Menih, kronist prvega križarskega pohoda, * okoli 1055, † 23. julija 1122. Pohoda se ni udeležil, pač pa je na zahtevo svojega opata, ki je bil zgrožen nad robatim slogom pisanja, prepisal Gesto Francorum.
Njegova kronika vsebuje govor papeža Urbana II. na koncilu v Clermontu, ki je imel v naslednjih stoletjih velik vpliv na način opisovanja križarskega pohoda oziroma odprave. Robert piše, kot da je bil prisoten na koncilu v Clermontu, čeprav je njegovo delo nastalo šele leta 1116, se pravi dvajset let kasneje. Zapis je bil napisan prepozno, da bi realno opisoval dogodke med prvim križarskim pohodom, poleg tega pa je obarvan z Robertovim teološkim  in političnim prepričanjem. 

## Vira
- Sweetenham, Carol. Robert the Monk's history of the First Crusade - Historia iherosolimitana. Aldershot : Ashgate, 2006. ISBN 0754658627.
- Max Manitius, Iwan von Müller, Paul Joachim Georg Lehmann: Geschichte der lateinischen Literatur des Mittelalters. C.H.Beck, 1973. str. 424–426. ISBN 3406014046.